# Вієлсальм
Вієлсальм (фр. Vielsalm; валлон. Li Viye Såm) — муніципалітет у Бельгії у валлонській провінції Люксембург. Місто є частиною округу Бастонь. Це місце походження дому Сальм. Станом на 1 січня 2018 року в муніципалітеті проживав 7821 мешканець. Загальна площа становить 139,76 км², що дає щільність населення 56 жителів на км²
Вієлсальм розташований на гірському хребті Арденни, а найвищою точкою в межах муніципального кордону є Барак-де-Фрайтур, висотою 652 метри і є третьою за висотою вершиною Бельгії. Місто оточене лісами та сільськогосподарськими угіддями. У центрі велике озеро.
Муніципалітет складається з таких районів: Біхайн, Гран-Алле, Пті-Тьєр і Вієлсальм. Інші населені пункти включають Commanster, Fraiture, Farnières, Hébronval, Ottré, Provedroux, Jubiéval, Regné, Rencheux, Ville-du-Bois, Petit-Halleux і Salmchâteau.
Місто розташоване між двома основними автомагістралями: E25 (N30) від Льєжа до Бастоні та E42 (N62) у Санкт-Віті, яка веде до Бітбурга через кордон у Німеччині.

### Сусідні муніципалітети
| Лірне       | Труа-Пон     | Труа-Пон          |
| Мане        | Розташування | Санкт-Віт         |
| Уфаліз Гуві | Гуві         | Бург-Ройланд Гуві |